# Liste der Einträge im National Register of Historic Places im Lake County (Minnesota)

Lage des Lake County in Minnesota

Die Liste der Einträge im National Register of Historic Places im Lake County in Minnesota führt alle Bauwerke und historischen Stätten im Lake County auf, die in das National Register of Historic Places aufgenommen wurden.

## Legende
| NRHP | Historic Place             |
| HD   | Historic District          |
| NHL  | National Historic Landmark |

## Aktuelle Einträge
| [ 2 ] | Name                                                                | Bild                                                                | Eintragsdatum        | Lage                                                                                            | Ort                         | Beschreibung |
| ----- | ------------------------------------------------------------------- | ------------------------------------------------------------------- | -------------------- | ----------------------------------------------------------------------------------------------- | --------------------------- | --- |
| 1     | BENJAMIN NOBLE (Shipwreck)                                          | BENJAMIN NOBLE (Shipwreck)                                          | 2007 ID-Nr. 07000984 | Adresse nicht veröffentlicht                                                                    | Knife River                 | 1909 gebauter stählerner Frachtdampfer; 1914 gesunken |
| 2     | Bridge No. 3589-Silver Creek Township                               | Bridge No. 3589-Silver Creek Township                               | 1998 ID-Nr. 98000686 | Brücke der MN 61 über den Stewart River 47° 2′ 52,2″ N, 91° 37′ 50,5″ W                         | Silver Creek Township       | 1924 errichtete Bogenbrücke aus Stahlbeton |
| 3     | Duluth and Iron Range Railroad Company Depot                        | Duluth and Iron Range Railroad Company Depot                        | 1983 ID-Nr. 83000910 | 6th Street Ecke South Avenue 47° 1′ 7,6″ N, 91° 40′ 12,3″ W                                     | Two Harbors                 | 1907 errichtetes Bahnhofsgebäude und Hauptquartier der Duluth and Iron Range Railroad; beherbergt heute ein Museum der Lake County Historical Society                                           |
| 4     | John Dwan Office Building                                           | John Dwan Office Building                                           | 1992 ID-Nr. 92000700 | 201 Waterfront Drive 47° 1′ 15,1″ N, 91° 40′ 16,4″ W                                            | Two Harbors                 | Stelle, an dem die Firma Minnesota Mining and Manufacturing (heute der Technologiekonzern 3M) 1902 gegründet wurde; heute ein Museum der Lake County Historical Society                         |
| 5     | EDNA G (Schlepper)                                                  | EDNA G (Schlepper)                                                  | 1975 ID-Nr. 75002144 | Heimathafen am südlichen Ende der Poplar Street in der Agate Bay 47° 1′ 0,6″ N, 91° 40′ 21,3″ W | Two Harbors                 | 1896 gebauter dampfbetriebener Schlepper; bis 1981 in Betrieb und heute Museumsschiff der Lake County Historical Society                                                                        |
| 6     | Gooseberry Falls State Park CCC/WPA/Rustic Style Historic Resources | Gooseberry Falls State Park CCC/WPA/Rustic Style Historic Resources | 1989 ID-Nr. 89001672 | Abseits der MN 61 47° 8′ 28,9″ N, 91° 27′ 33,4″ W                                               | nordöstlich von Two Harbors | 88 Parkeinrichtungen, die zwischen 1934 und 1941 vom Civilian Conservation Corps errichtet wurden                                                                                               |
| 7     | Halfway Ranger Station                                              | Halfway Ranger Station                                              | 2011 ID-Nr. 11000782 | MN 1 47° 48′ 48,7″ N, 91° 44′ 16,1″ W                                                           | Fall Lake Township          | In den 1930er Jahren vom Civilian Conservation Corps errichtetes Verwaltungsgebäude des Superior National Forest; heute Forschungsstation                                                       |
| 8     | HESPER Shipwreck Site                                               | HESPER Shipwreck Site                                               | 1994 ID-Nr. 94000343 | Untergangsort im Oberen See 47° 16′ 17″ N, 91° 16′ 18″ W                                        | Silver Bay                  | Wrack eines 1890 gebauten Frachtdampfers, der 1905 bei einem Sturm sank |
| 9     | Isabella Ranger Station                                             | Isabella Ranger Station                                             | 2006 ID-Nr. 05001611 | 9420 MN 1 47° 37′ 6,4″ N, 91° 22′ 39,5″ W                                                       | Isabella                    | 1935 vom Civilian Conservation Corps errichteter Wohnkomplex für Mitarbeiter des Superior National Forest                                                                                       |
| 10    | Lake County Courthouse and Sheriff's Residence                      | Lake County Courthouse and Sheriff's Residence                      | 1983 ID-Nr. 83000912 | 601 3rd Avenue 47° 1′ 19,5″ N, 91° 40′ 17″ W                                                    | Two Harbors                 | 1906 im Beaux-Arts-Stil errichtetes Justiz- und Verwaltungsgebäude |
| 11    | Larsmont School                                                     | Larsmont School                                                     | 1992 ID-Nr. 92000799 | County Highway 61 46° 58′ 51,9″ N, 91° 44′ 39,3″ W                                              | Two Harbors                 | 1914 errichtetes Schulgebäude von skandinavischen Einwanderern |
| 12    | MADEIRA (Schooner-Barge) Shipwreck                                  | MADEIRA (Schooner-Barge) Shipwreck                                  | 1992 ID-Nr. 92000843 | Untergangsstelle im Oberen See 47° 12′ 22″ N, 91° 21′ 29″ W                                     | Beaver Bay                  | 1900 erbauter Frachtdampfer; 1905 in der Nähe des später errichteten Split Rock Lighthouse gesunken                                                                                             |
| 13    | Edward and Lisa Mattson House and Fish House                        | Edward and Lisa Mattson House and Fish House                        | 1990 ID-Nr. 90001152 | Abseits der MN 61 am Seeufer von Beaver Bay nahe Wieland Island 47° 16′ 1,6″ N, 91° 16′ 57,2″ W | East Beaver Bay             | 1902 errichtetes Blockhaus und 1930 gebautes Wirtschaftsgebäude eines kleinen, familiengeführten Fischereibetriebs                                                                              |
| 14    | NIAGARA Shipwreck Site                                              | NIAGARA Shipwreck Site                                              | 1994 ID-Nr. 94000344 | Untergangsort im Oberen See 46° 56′ 44,7″ N, 91° 46′ 16,5″ W                                    | Knife River                 | 1872 für die Flößerei gebauter Schlepper; 1904 auf Grund gelaufen und gesunken |
| 15    | ONOKO (Bulk Freight Steamer) Shipwreck                              | ONOKO (Bulk Freight Steamer) Shipwreck                              | 1992 ID-Nr. 92000845 | Untergangsort im Oberen See Adresse nicht veröffentlicht                                        | Knife River                 | 1882 gebauter Frachtdampfer; 1915 leckgeschlagen und gesunken |
| 16    | SAMUEL P. ELY Shipwreck                                             | SAMUEL P. ELY Shipwreck                                             | 1992 ID-Nr. 92000694 | Untergangsort im Oberen See 47° 0′ 42″ N, 91° 40′ 40″ W                                         | Two Harbors                 | 1869 gebauter Frachtdampfer |
| 17    | Split Rock Lighthouse                                               | Split Rock Lighthouse                                               | 1969 ID-Nr. 69000073 | MN 61 47° 12′ 0,3″ N, 91° 22′ 1″ W                                                              | nordöstlich von Two Harbors | 1910 errichteter auf der Steilküste errichteter Leuchtturm; Heute ein Museum der Minnesota Historical Society                                                                                   |
| 18    | Tettegouche Camp Historic District                                  | Tettegouche Camp Historic District                                  | 1989 ID-Nr. 88003084 | Abseits des County Highway 4 47° 20′ 50″ N, 91° 15′ 38″ W                                       | Silver Bay                  | |
| 19    | Two Harbors Carnegie Library                                        | Two Harbors Carnegie Library                                        | 1986 ID-Nr. 86002121 | 4th Avenue Ecke Waterfront Drive 47° 1′ 21,1″ N, 91° 40′ 14,6″ W                                | Two Harbors                 | 1909 errichtete Carnegie-Bibliothek |
| 20    | Two Harbors Light Station                                           | Two Harbors Light Station                                           | 1984 ID-Nr. 84001483 | Agate Bay und Burlington Bay 47° 0′ 50″ N, 91° 39′ 50,2″ W                                      | Two Harbors                 | 1892 errichteter Leuchtturm; ältester noch in Betrieb befindlicher Leuchtturm an der Nordküste des Oberen Sees; heute ein Museum der Lake County Historical Society sowie ein Bed and Breakfast |